# مدينة سد تشرين
مدينة سد تشرين قرية سوريّة تتبع إداريّاً لمحافظة حلب منطقة منبج ناحية أبو قلقل، بلغ تعداد سكانها 1,274 نسمة حسب التعداد السكاني لعام 2004.